# さよならエスケープ
「さよならエスケープ」は、スキマスイッチの配信リリース作品。

## 解説
- 着うた・Ringtoneのみの配信[1]。
- 配信シングル作品ではないものの、専用のジャケットが用意された他、オフィシャルホームページのディスコグラフィーでは配信作品に分類されている[1][2]。

## 収録曲
1. さよならエスケープ
（作詞・作曲:スキマスイッチ）
  - マイナビ「マイナビ転職 進もう編」CMソング
  - ウメチャ祭2017 テーマソング
  - 歌詞は「毎日起こることの終わりの部分にフォーカスした」と語っている[3]。